# Fay Bainter
Fay Okell Bainter (Los Angeles, 7 december 1893 – Hollywood, 16 april 1968) was een Amerikaans actrice.

## Loopbaan
Fay Bainter zat van 1904 tot 1907 op het Girls Collegiate Instituut en trouwde in 1921 met Reginald S. Venable. Zij kregen een zoon genaamd Richard. Fay Bainter werkte tevens als actrice voor radio en televisie en speelde kleine rolletjes. Haar carrière als actrice was weinig succesvol tot haar rol in de film This Side of Heaven in 1934.
In 1938 werd Fay genomineerd voor de Academy Awards voor beste actrice voor haar bijdrage in de film White Banners. Ook werd ze, datzelfde jaar, genomineerd en won ze de Academy Award voor beste bijrol voor haar rol in de film Jezebel.
Tijdens de Tweede Wereldoorlog bezocht ze ziekenhuizen en trad vele malen op voor de gewonde militairen. Fay was de tante van actrice Dorothy Burgess. Fay is begraven op de Arlington National Cemetery vanwege haar verdiensten voor het leger.

## Gedeeltelijke filmografie
- This Side of Heaven (1934)
- Quality Street (1937)
- White Banners (1938)
- Jezebel (1938)
- Young Tom Edison (1940)
- Our Town (1940)
- The Human Comedy (1943)
- State Fair (1945)
- The Secret Life of Walter Mitty (1947)
- The President's Lady (1953)
- The Children's Hour (1961)